# Allée Marianne-Breslauer
Pour les articles homonymes, voir Marianne Breslauer et Breslauer.
L'allée Marianne-Breslauer est une voie du 15e arrondissement de Paris, en France.

## Situation et accès
L'allée Marianne-Breslauer est une voie publique située dans le 15e arrondissement de Paris. Elle débute au 136, rue de Lourmel et se termine 78 bis, rue de la Convention. Elle permet d'accéder à l'allée Irène-Némirovsky.

## Origine du nom

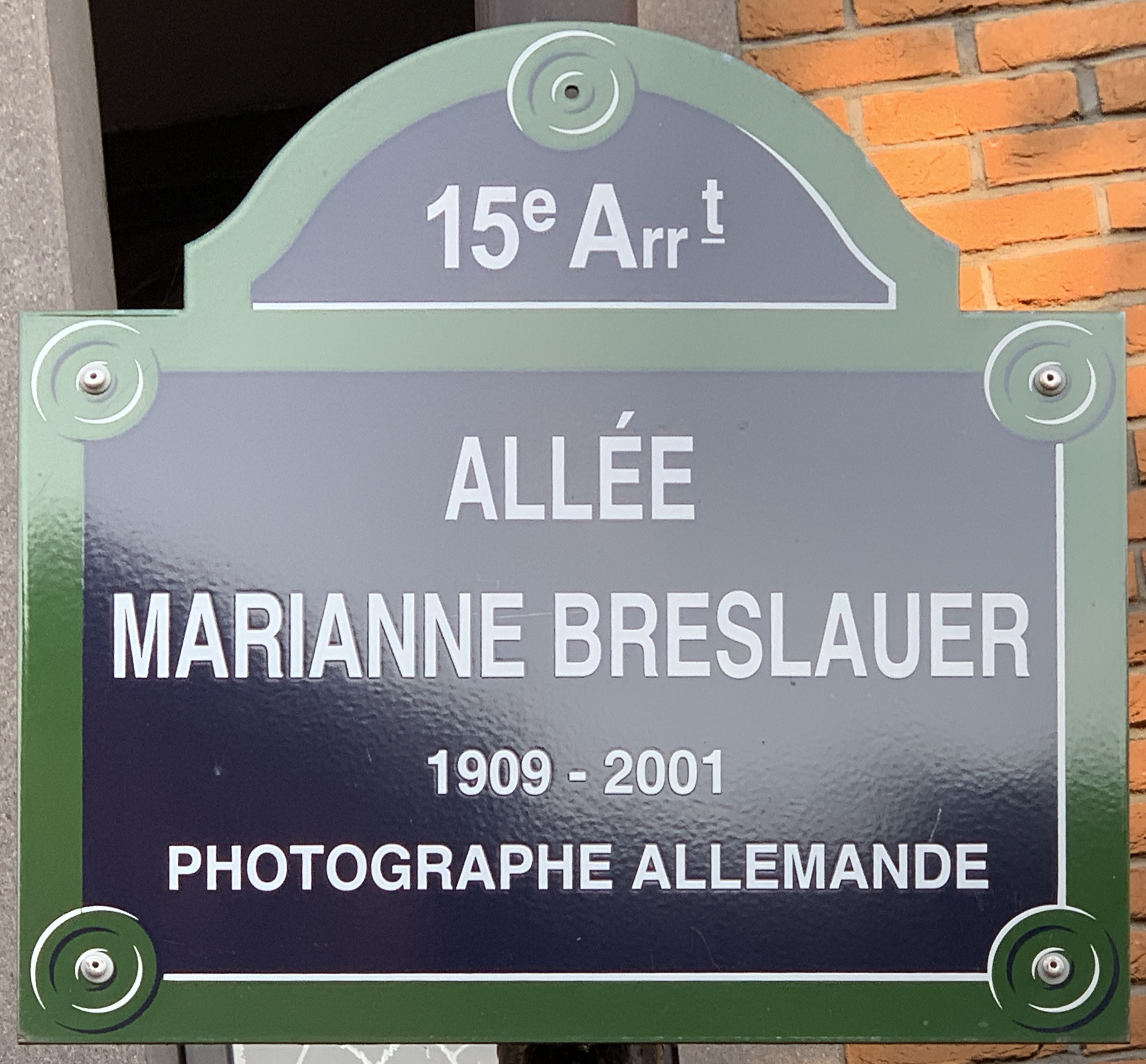
Plaque de l'allée.

Elle porte le nom de Marianne Breslauer (1909-2001), photographe allemande.

## Historique
La proposition de dénomination de cette nouvelle voie de la ZAC Boucicaut est acceptée en 2013.